# Alton Purnell
Alton Purnell (* 16. April 1911 in New Orleans; † 14. Januar 1987 in Inglewood) war ein amerikanischer Jazzpianist des Hot Jazz; er verband Elemente aus dem New Orleans Jazz mit dem Harlem Stride Piano.

## Leben und Wirken
Purnell trat zuerst als Sänger hervor. Als Pianist war er seit 1928 aktiv. Im nächsten Jahrzehnt arbeitete er in New Orleans bei Isaiah Morgan, Alphonse Picou, Big Eye Louis Nelson, Sidney Desvigne und Cousin Joe. Mitte der 1940er Jahre trat er mit Bunk Johnson amerikaweit auf. 1946 wurde er Mitglied von George Lewis’  Ragtime Band, der er die nächsten Jahre angehörte und mit der er auch auf Europatournee ging.
1957 zog Purnell nach Los Angeles, wo er mit Teddy Buckner, den so genannten Young Men from New Orleans, Joe Darensbourg, Kid Ory, Barney Bigard und Ben Pollack arbeitete. Er nahm mehrere Alben als Leader auf, etwa für Warner Bros. Records, GHB und Alligator Jazz und war in Europa auch mit Ricardo Hansen, Trevor Richards, der White Eagle Jazz Band und der Maryland Jazz Band of Cologne zu erleben.

## Lexikalischer Eintrag
- Leonard Feather, Ira Gitler: The Biographical Encyclopedia of Jazz. Oxford University Press, New York 1999, ISBN 0-19-532000-X.